# Рафи
Рафи Ахаси Бохосян, по-известен като Рафи, е български поп певец, музикант, композитор и музикален продуцент. Музикалната му кариера започва през 2011 година, печелейки първото издание на „Екс фактор" в България. Работи с редица български музиканти, сред които Део, Лео, Играта, Жана Бергендорф, „Фънки Миръкъл" и др.

## Ранни години
Роден е на 29 януари 1993 година в Бургас. Майка му и баща му – Елизабет и Ахаси Бохосян, са арменци, родени в България, и има по-голям брат – Вахан. От малък Рафи има влечения към изкуството. На 9 години получава първия си ударен инструмент – Дъхул (арменски народен инструмент). Оттогава най-голямата страст на Рафи са ударните инструменти, на които често свири за удоволствие.
През 2007 година е приет в Търговска гимназия град Бургас и завършва през 2012 година с профил „Икономика и мениджмънт“. В годините на обучение в Търговска гимназия Рафи става председател на ученическия съвет. Организира концертите „Ден на таланта“ (най-големият училищен концерт в Бургас) през 2010 и 2011 година, като с екипът на ученическия съвет успяват да напълнят за пръв път две от най-големите зали в Бургас – „Младост“ и „Летен театър“.
През 2010 година става председател на клуб „Култура“ към Национално сдружение „Младежки глас“, а от 2012 година е почетен председател и член на Експертния съвет.
На 15 години Рафи започва да навлиза в музикалния бизнес, но не като изпълнител, а като техническо лице при подготовка на сцени и конструкции за концерти. Работи за едни от най-добрите озвучители и осветители в България и за три години се сблъсква с усилената и тежка работа преди всяко грандиозно събитие. Последното събитие, на което Рафи работи, е концерт на Поли Генова на фестивала Аполония през 2011 година в Созопол, след което става част от предаването „Екс фактор“. Няма завършено средно или висше музикално образование.

## „Х Фактор“
През 2011 година за пръв път започва кастинг за световния музикален формат „X Factor“ в България. Явява се на кастинга без професионална подготовка и не само продължава. След 5 месеца, в които Рафи развива музикалните си и певчески умения с вокалните педагози на предаването Алис Боварян и Етиен Леви, на 11 декември 2011 година става първият победител на формата в България с ментор световноизвестния цигулар Васко Василев. Печели договор с „Вирджиния Рекърдс“ и възможността да запише сингъл с чуждестранни продуценти, композитори и аранжори в студио извън България. При визитата си в Лондон Рафи се среща и запознава със създателя на „X Factor“ – Саймън Кауъл.
След едномесечна работа с Трой Милър, английския продуцент и барабанист на Ейми Уайнхаус, Рафи издава първата си песен – „4-3-2-1“.

## „Като две капки вода"
През 2013 година става победител в първия сезон на шоуто за имитация „Като две капки вода" в България. Успешно се превъплъщава в образа на Ищар, Ем Си Хамър, 100 кила, Би Джийс, Лучано Павароти, Лени Кравиц, Декстър Холанд, Фреди Меркюри и др. Печели шоуто като се превъплъщава в ролята на Лучано Павароти.
През 2021 г. участва в All stars сезона на шоуто и го печели.

## Музикална кариера
В своята петгодишна кариера на изпълнител в България Рафи има 3 солови хита, достигнали първа позиция в чартовете за българска поп музика. На неочакван успех се радва и на шега създалата се група „Део, Лео, Рафи и Играта“ или както още ги наричат, „4D“ (заглавието на първата им песен). Създавайки първата си песен през 2012 година, те са издали 3 съвместни проекта, анонсират и издаването на четвърти.
През 2014 година започва работа с новосъздадената група „Funky Miracle“ – млади музиканти, свирещи основно R&B, соул и фънк. Премиерата на съвместната им работа е на 29 януари, когато представят двучасов концерт по повод 21-вия рожден ден на Рафи.
Отзвукът от събитието е голям и през лятото на същата година компанията „Coca-Cola“ предлага на Рафи и „Funky Miracle“ да направят лятно турне на в България. След успешната обиколка „Coca-Cola“ решават да ги направят и основна част от ежегодно провежданото лятно турне „Happy Energy Tour“, на чиято сцена през 2014 година Рафи представя новия си съвместен проект с рапъра Худини „Нали така“.
През октомври 2015 г. приключва продуцентският договор на Рафи с Вирджиния рекърдс и оттогава започва кариерата му като самопродуциращ се изпълнител.
На 27 ноември, по-малко от месец след раздялата с Вирджиния рекърдс, Рафи издава първата си самостоятелна песен, озаглавена „Нов ден“. При представянето на „Нов ден“ Рафи анонсира работата си по нова песен. Три месеца по-късно, на 18 март 2016 г., е представена и втората му песен – „Намери ме“, която е първата балада в музикалната кариера на Рафи.

## Песни и видеоклипове
1. 4-3-2-1 (2012)
2. 4D (с Лео, Део и Играта) (2013)
3. Не ме разбра (2013)
4. Mr.Commandante (с участието на Део, Лео и Играта) (2014)
5. Нали така (с участието на Hoodini) (2014)
6. В Нашия филм (с Део, Лео и Играта) (2014)
7. Нов ден (с участието на Rewind) (2015)
8. Намери ме (2016)